# شاطئ كرة البولينج

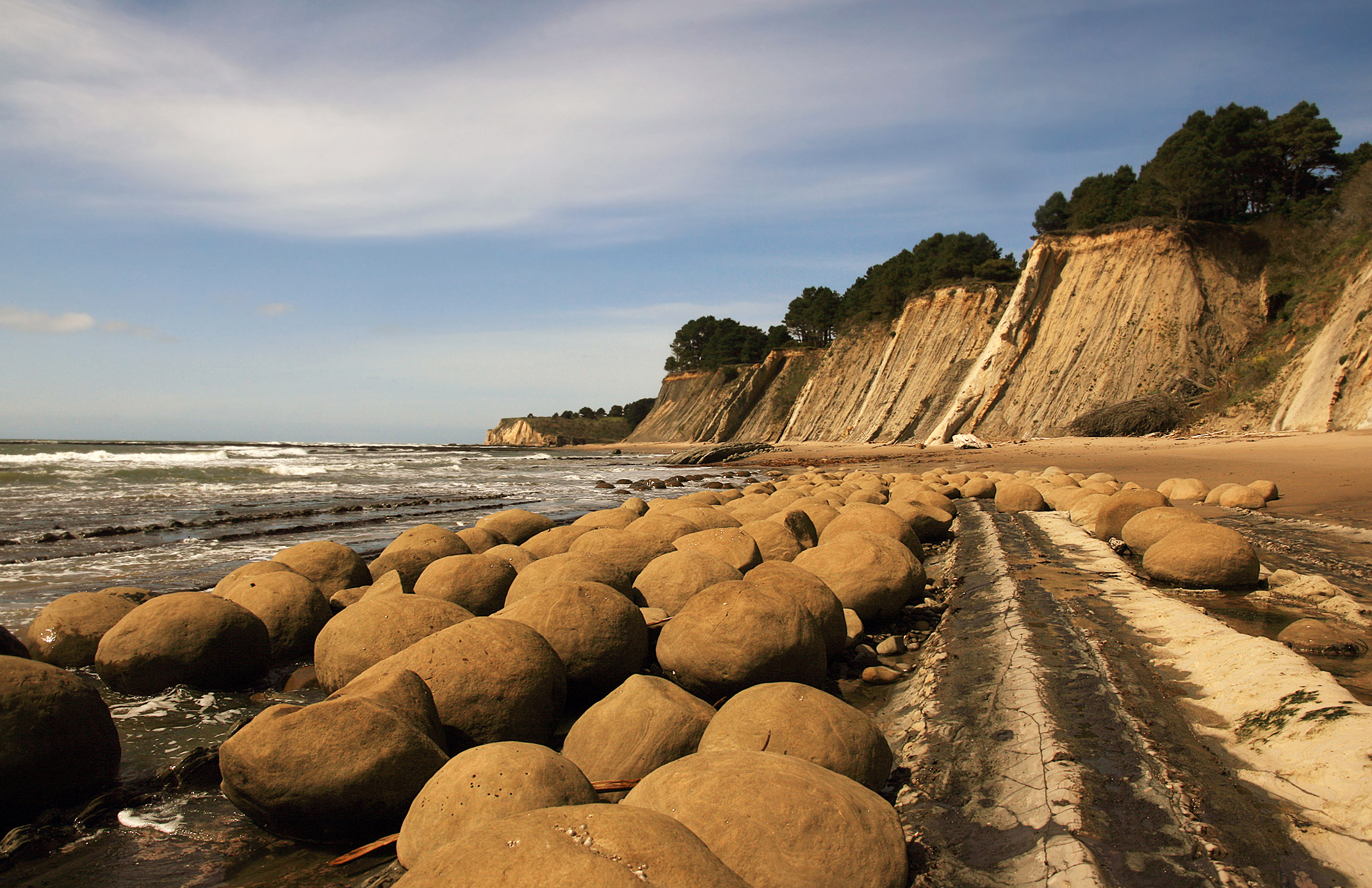
شاطىء كرة البولينغ بولاية كاليفورنيا

شاطئ كرة البولينج (بالإنجليزية: Bowling Ball Beach)‏ هو شاطئ ضمن مجموعة شواطئ شونر جولخ، يقع على بعد 30 ميل جنوب مقاطعة ميندوسينو، كاليفورنيا بالولايات المتحدة. يتميز بوجود ظاهرة جيوليوجية فريدة من نوعها تسمى التحجر (بالإنجليزية: Concretions)‏، حيث يوجد به آلاف الصخور على شكل كرة بشكل متساوٍ على شكل كرة البولينغ وذلك نتيجة لهذه الظاهرة التي نشأت على مدار ملايين السنين. ويعتبر واحدا من أغرب الشواطئ في العالم.
يحتوى الشاطئ أيضا علي صخور بأحجام مختلفة، وهذه الظاهرة حدثت في أماكن أخرى في داكوتا الشمالية وفي نيوزيلاندا.